# 德昌 (乾隆進士)
德昌（?—?），字容伯，号树堂，费莫氏，满洲镶黄旗人。清朝官员，进士出身。

## 生平
乾隆三十五年（1770）庚寅举人（时隶镶黄旗满洲兴徳佐领下），乾隆四十年（1775年）乙未科进士（时隶镶黄旗满洲定住佐领下）（载《钦定八旗通志》卷104、106）。钦点翰林院庶吉士，授职编修、检讨。乾隆四十八年，任贵州主考官，历升日讲起居注官，翰林院侍讲、侍读学士，后降司业。以校射赏戴花翎。 
著《凭轩小草》。与内务府正黄旗汉军进士百齡相唱和。

## 家族
- 世祖薩古。胞兄首任镶黄旗满洲第三叅领第三佐领伊勒慎。
- 太高祖。
- 高祖。
- 曾祖。
- 祖父。
- 父亲苏爾德（又蘇爾特、蘇爾德依），江苏布政使、山西巡撫兼管提督。
- 妻高佳氏（父镶黄旗满洲、文华殿大学士高晋）。
- 女費莫氏（1762-1811），嫁镶黄旗满洲、給事中钮祜禄氏圖翰（父漕运总督毓奇；嫡母爱新觉罗氏，其父散秩大臣、正白旗宗室增盛；生母继配瓜爾佳氏（父正蓝旗满洲滿保））。其子伊犁將軍、西安將軍薩迎阿；女鈕祜祿氏，嫁鑲藍旗滿洲、烏什辦事大臣伊拉里氏鍾翔（父山東巡撫恭慎公和舜武）。[3]